# Vlasatice (zámek)
Zámek Vlasatice se nachází v prostoru bývalého dvora v obci Vlasatice v okrese Brno-venkov. Je chráněn jako kulturní památka České republiky.
Možná již na konci středověku se zde v rámci dvora nacházelo sídlo nižší šlechty. Asi ve druhé čtvrtině 16. století zde bylo postaveno nové, snad lehce opevněné raně renesanční obytné stavení, které bylo ve třetí čtvrtině téhož století doplněno o severně postavenou schodišťovou hranolovou věž. Nedlouho poté, na konci třetí čtvrtiny 16. století, nechal Albrecht z Boskovic nebo Jan Šembera z Boskovic severovýchodně od věže vybudovat nový patrový renesanční zámeček ve stylu italské vily. Od roku 1574, kdy se místní sídlo objevuje poprvé v pramenech, drželi Vlasatice Thurnové, kteří zde snad plánovali realizovat rodové sídlo. Po nich následovali od začátku třicetileté války, při níž byl zámek výrazně poškozen, Ditrichštejnové; opraven byl ve druhé polovině 17. století. Někdy ve druhé třetině 18. století byl barokně přestavěn, na původní budovu navázala západní polovina dnešní stavby, která také byla průchozím můstkem spojena se schodišťovou věží. Snad nejpozději v této době bylo zbořeno nejstarší stavení jižně od věže. Za Ditrichštejnů význam vlasatického zámku upadl, byl využíván jako kanceláře a byty personálu dvora. Od roku 1864 patřil objekt Herberštejnům, po druhé světové válce byl znárodněn a spravován místním národním výborem. Stal se součástí místního statku JZD, po roce 1989 se dostal do vlastnictví firmy Granero Vlasatice.